# Baroque de Totma
Le baroque de Totma est un style architectural baroque russe, qui s'est développé dans la ville de Totma, en Russie, durant la seconde partie et à la fin du XVIIIe siècle. À cette époque, la ville est prospère tandis que la riche famille Stroganov est à la tête des exploitations des salines de la région et de l'artisanat qui les entoure. Cela vaut à la petite ville de Totma de l'oblast de Vologda l'édification d'édifices religieux élégants dans différents styles russes, dont un présente les traits particuliers du baroque, mais avec des spécificités telles qu'il a reçu le nom de la localité. Trois édifices religieux sont classées parmi les modèles de ce style. Deux autres en ont repris certains éléments typiques. 

## Histoire
La plupart des édifices construits au cours de la seconde moitié du XVIIIe siècle dans le style baroque de Totma ont de multiples particularités qui permettent de les situer dans le style architectural du baroque russe. Ils sont l'œuvre d'architectes locaux qui ont été en mesure d'apprivoiser les idées occidentales et qui les ont réalisées de manière créative dans le Nord russe et en particulier à Totma au nord de Vologda. Les églises de ce style sont toutes conçues en hauteur, et leur dominante verticale fait penser aux églises-navires du baroque sibérien. L'ornementation des façades est raffinée. Elles sont garnies de cartouches ou, comme on les appelle en Russie à cette époque en iconographie, de « kleimo » dans le sens de marques, poinçons, qui leur donnent un genre très particulier. Les cartouches de Totma diffèrent des cartouches habituelles en stuc, en bois, ou simplement dessinées sur les murs. Ce sont des éléments décoratifs extérieurs, qui font partie de la maçonnerie du mur lui-même, sous forme de tiers de briques saillantes et assemblées de manière décorative. Sur les parois, les cartouches représentent des étoiles, des fleurs, des trèfles, des croix, des conques. Certains prétendent que les cartouches de Totma représentent en éléments architecturaux stylisés des motifs ou éléments de cartes marines que les commerçants utilisaient pour effectuer leurs périples.

## Édifices
Édifices de style « baroque de Totma »:
- Église de l'Entrée du Christ à Jérusalem (1794)
- Église de la Trinité de la Sloboda Zelenska (1772 ; encore ouverte au culte)
- Église de la Naissance du Christ (1746—1748; 1786—1793 ; encore ouverte au culte)

Édifices présentant des éléments architecturaux propres au « baroque de Totma » :
- Église de la Dormition (1800—1808)
- Église Jean-le-Baptiste (1738)
- Église de la Résurrection à Totma (1744—1749)
- Églises de la Résurrection à Varnitsy (oblast de Vologda, raïon de Totma) (1743—1772)

|  |
|  |

|  |
|  |

|  |
|  |

|  |
|  |

|  |
|  |

|  |
|  |

|  |
|  |

|  |
|  |

|  |
|  |

|                                       |
| Églises de la Résurrection à Varnitsy |

|                                                 |
| Église de l'Entrée du Christ à Jérusalem (1794) |

|                                             |
| Église de la Trinité de la Sloboda Zelenska |

|                                 |
| Église de la Nativité-du-Christ |

|                        |
| Église de la Dormition |

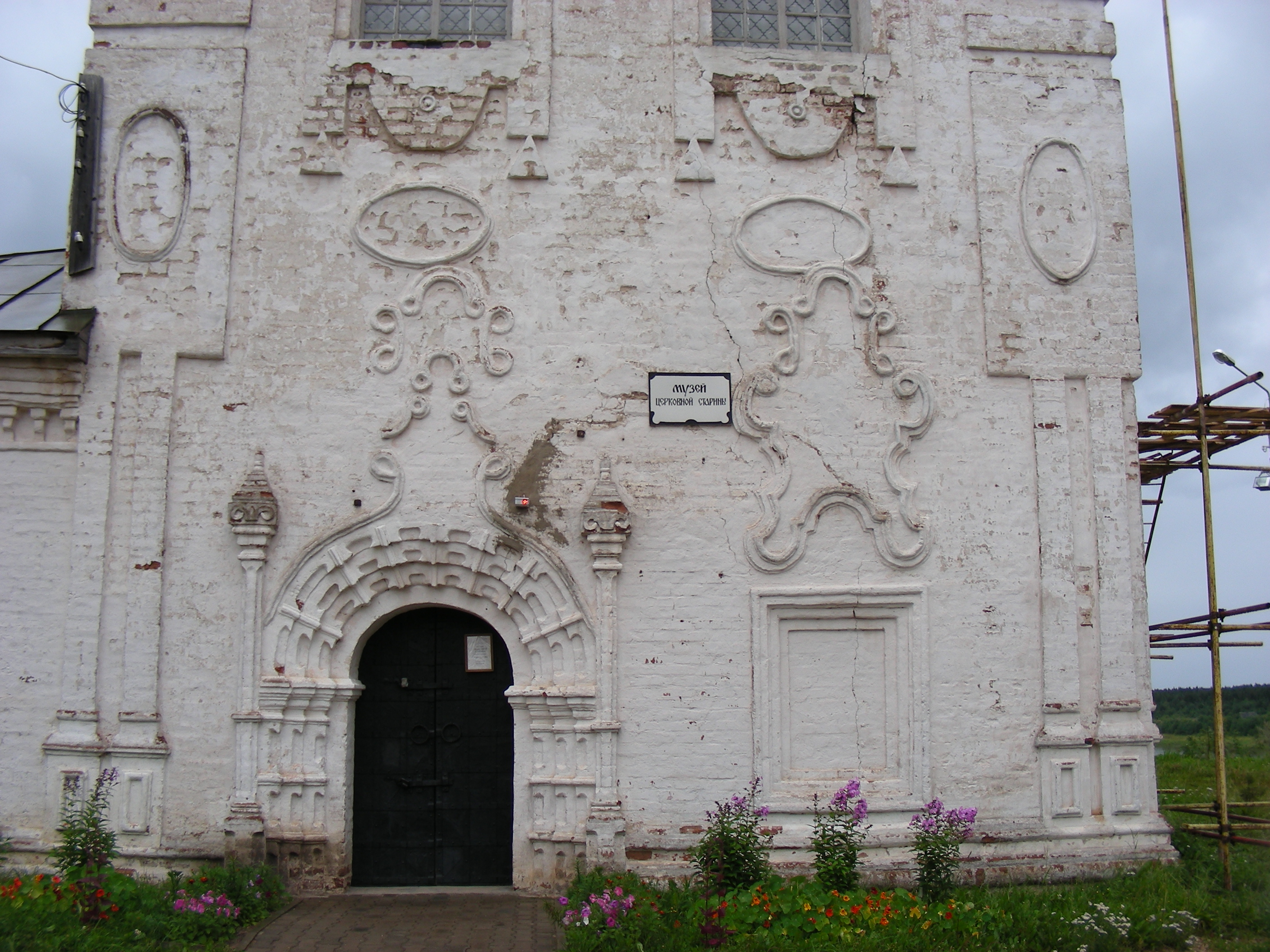
Façade du clocher de l'église de la Dormition à Totma
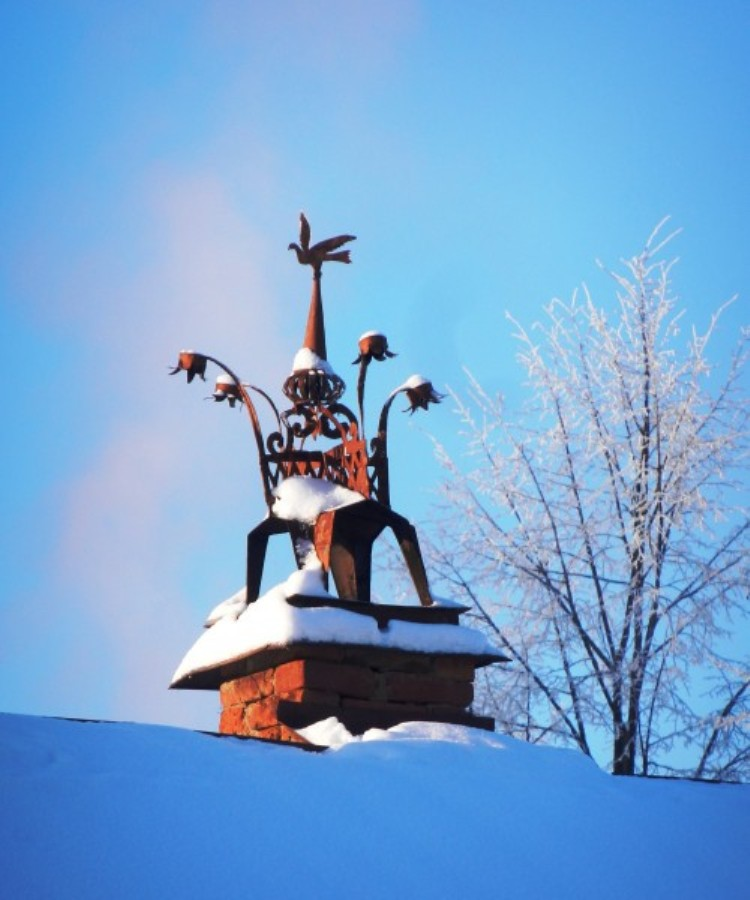
Décoration de cheminée de Totma

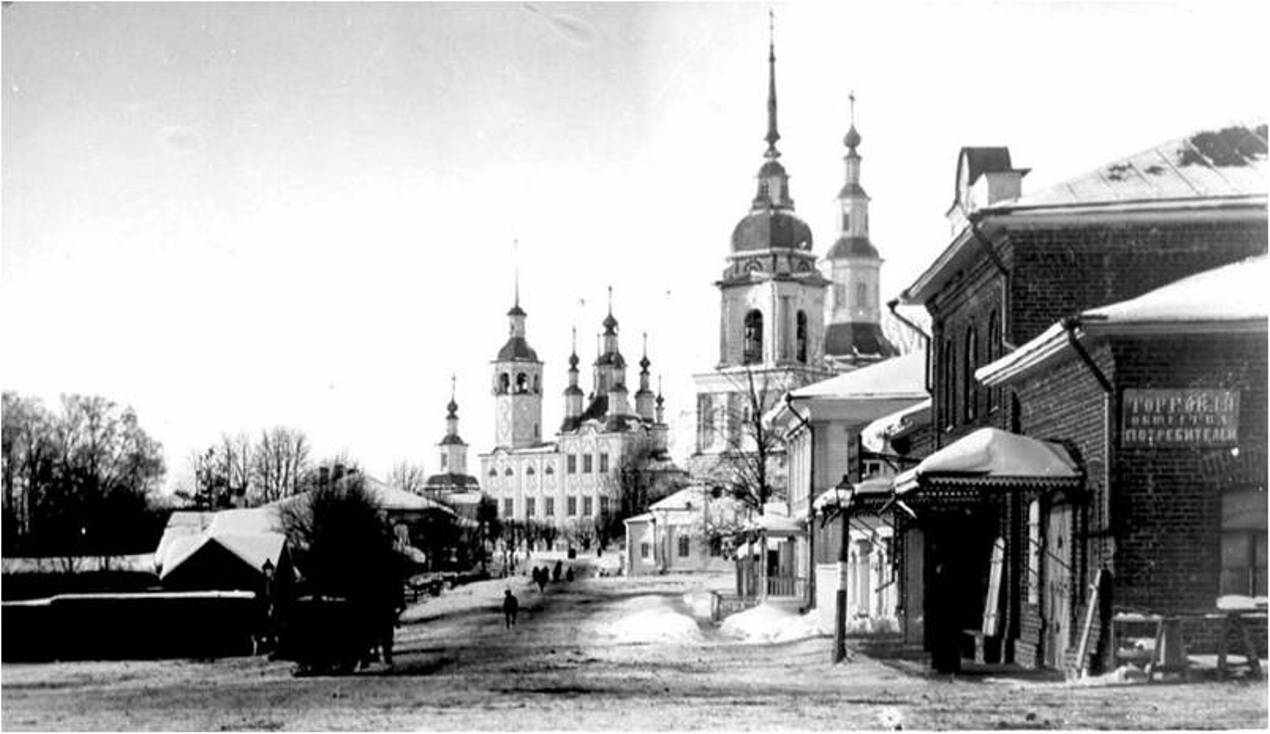
Le centre de Totma au début du XXe siècle

En tout, au début du XXe siècle, il existait 17 églises en pierre à Totma. Outre le style baroque, les autres styles représentés étaient : le style classique, le style néo-russe et le style éclectique. 

## Situation actuelle
Il subsiste aujourd'hui cinq églises : l'Église de l'Entrée du Christ à Jérusalem, l'Église de la Dormition, l'Église de la Résurrection, l'Église de la Naissance du Christ, l'Église de la Trinité. Les deux dernières ont été transférées à l'église orthodoxe russe qui les a remis en fonction pour le culte après la période soviétique. D'autres églises construites dans ce style n'ont pas été conservées jusqu'à aujourd'hui et ont parfois été détruites à l'époque soviétique pour des raisons d'athéisme militant. Il en existait trois de grand intérêt : celle de Jean-le-Théologien, celle de Kazan et celle de Parascève-Vendredi.